# Stephen Mowlam
Stephen Mowlam, född den 22 december 1976 i Deniliquin, Australien, är en australisk landhockeyspelare.
Han tog OS-guld i herrarnas landhockeyturnering i samband med de olympiska landhockeytävlingarna 2004 i Aten.